# 馬里格爾山
47°40′7″N 16°21′8″E / 47.66861°N 16.35222°E
馬里格爾山（德語：Marriegel），是奧地利的山峰，位於該國東北部，由下奧地利州負責管轄，屬於羅薩利亞山的一部分，距離格賴姆科格爾山0.8公里，海拔高度622米。